# ژان-پیر توکوتو
ژان-پیر توکوتو (فرانسوی: Jean-Pierre Tokoto‎؛ زادهٔ ۲۶ ژانویهٔ ۱۹۴۸) بازیکن فوتبال اهل کامرون است.
از باشگاه‌هایی که در آن بازی کرده‌است می‌توان به باشگاه فوتبال المپیک مارسی، باشگاه فوتبال پاری سن-ژرمن، و باشگاه فوتبال بوردو اشاره کرد.
وی همچنین در تیم ملی فوتبال کامرون بازی کرده‌است.